# Сориконе (Ријети)
Сориконе је насеље у Италији у округу Ријети, региону Лацио.
Према процени из 2011. у насељу је живело 13 становника. Насеље се налази на надморској висини од 791 м.